# Albacete Balompié
L'Albacete Balompié és un club de futbol de la ciutat d'Albacete, a Castella-la Manxa (Espanya). Va ser fundat el 1940. Actualment juga a la Segona Divisió espanyola.

## Història
El club va ser fundat l'1 d'agost de 1940, essent primer president Antonio Lozano Matarredona. El club aprofità els jugadors de les dues societats que havien fins aleshores a la ciutat, el SD Albacete i el Club Deportivo Nacional. El primer nom del club fou Albacete Fútbol Asociación, però la normativa que obligava a espanyolitzar els noms dels clubs esportius forçà al seu canvi pel d'Albacete Balompié.
Durant els anys 40 jugà a la Tercera Divisió, assolint el primer ascens a Segona el 1949, on es mantingué dues temporades, retornant fugaçment el 1961. Entre 1970 i 1977 jugà a les categories regionals. El 1982 ingressà a la Segona Divisió B on es mantingué excepte la temporada 1985-86 en la qual jugà a Segona A.
Amb Benito Floro a la banqueta assoleix un doble ascens de Segona B a Primera els anys 1990 i 1991, mantenint-se a la màxima categoria durant 5 temporades. De la mà de César Ferrando aconsegueix de nou l'ascens a Primera la temporada 2002-03, on roman dues temporades.

## Estadi
L'Estadi Carlos Belmonte és un estadi de futbol situat a Albacete, on hi juga els seus partits com a local l'Albacete Balompié. Es va inaugurar el setembre de 1960 i té una capacitat de 17.500 espectadors, sent l'estadi de fútbol més gran de Castella-la Manxa.

## Dades del club
- Temporades a Primera divisió: 7
- Temporades a Segona divisió: 26
- Temporades a Primera RFEF: 1
- Temporades a Segona divisió B: 11
- Temporades a Tercera divisió: 29
- Millor lloc en la lliga: 7è (temporada 91-92)
- Major golejada a favor: Albacete 5-0 Reial Oviedo (temporada 93-94)
- Major golejada en contra: Reial Societat 8-1 Albacete (temporada 95-96)
- Més partits disputats: Miguel Núñez Borreguero
- Entrenadors destacats: César Ferrando, Víctor Espárrago, Benito Floro

## Palmarès
- Lliga de segona divisió:
  - 1990-91
- Lliga de segona divisió B:
  - 1989-90
- Lliga de tercera divisió:
  - 1945-46, 1946-47, 1948-49, 1958-59, 1960-61, 1963-64, 1964-65, 1981-82
- Copa de la Lliga de segona divisió B:
  - 1982-83, 1984-85
- Campionat d'Espanya d'Aficionats: 
  - 1975[2]

## Plantilla 2025-26
A 10 agost 2025
| N. | Pos. | Nac. | Jugador                                     |
| -- | ---- | --- | ------------------------------------------- |
| 1  | POR  | [[Fitxer:Flag of Spain.svg\|23x15px\|border \|alt=Espanya\|link=Selecció de futbol d'Espanya\|{{#if:\|]]                                       | Diego Mariño                                |
| 2  | DEF  | [[Fitxer:Flag of Spain.svg\|23x15px\|border \|alt=Espanya\|link=Selecció de futbol d'Espanya\|{{#if:\|]]                                       | Lorenzo Aguado                              |
| 3  | DEF  | [[Fitxer:Flag of the United States.svg\|23x15px\|border \|alt=Estats Units d'Amèrica\|link=Selecció de futbol dels Estats Units\|{{#if:\|]]    | Jonathan Gómez (cedit pel PAOK Salònica FC) |
| 4  | MIG  | [[Fitxer:Flag of Catalonia.svg\|23x15px\|border \|alt=Catalunya\|link=Selecció de futbol de Catalunya\|{{#if:\|]]                              | Agus Medina                                 |
| 5  | DEF  | [[Fitxer:Flag of Spain.svg\|23x15px\|border \|alt=Espanya\|link=Selecció de futbol d'Espanya\|{{#if:\|]]                                       | Javi Moreno                                 |
| 6  | MIG  | [[Fitxer:Flag of the Valencian Community (2x3).svg\|23x15px\|border \|alt=País Valencià\|link=Selecció de futbol del País Valencià\|{{#if:\|]] | Antonio Pacheco                             |
| 7  | DAV  | [[Fitxer:Flag of Spain.svg\|23x15px\|border \|alt=Espanya\|link=Selecció de futbol d'Espanya\|{{#if:\|]]                                       | Antonio Puertas                             |
| 8  | MIG  | [[Fitxer:Flag of Spain.svg\|23x15px\|border \|alt=Espanya\|link=Selecció de futbol d'Espanya\|{{#if:\|]]                                       | Riki Rodríguez (capità)                     |
| 9  | DAV  | [[Fitxer:Flag of Spain.svg\|23x15px\|border \|alt=Espanya\|link=Selecció de futbol d'Espanya\|{{#if:\|]]                                       | Higinio Marín (2n capità)                   |
| 10 | DAV  | [[Fitxer:Flag of Spain.svg\|23x15px\|border \|alt=Espanya\|link=Selecció de futbol d'Espanya\|{{#if:\|]]                                       | Jefté Betancor (cedit per l'Olympiakos FC)  |
| 11 | DAV  | [[Fitxer:Flag of Catalonia.svg\|23x15px\|border \|alt=Catalunya\|link=Selecció de futbol de Catalunya\|{{#if:\|]]                              | Víctor Valverde                             |

| N. | Pos. | Nac. | Jugador          |
| -- | ---- | --- | ---------------- |
| 13 | POR  | [[Fitxer:Flag of Spain.svg\|23x15px\|border \|alt=Espanya\|link=Selecció de futbol d'Espanya\|{{#if:\|]] | Raúl Lizoain     |
| 14 | DEF  | [[Fitxer:Flag of Spain.svg\|23x15px\|border \|alt=Espanya\|link=Selecció de futbol d'Espanya\|{{#if:\|]] | Jon García       |
| 15 | DEF  | [[Fitxer:Flag of Spain.svg\|23x15px\|border \|alt=Espanya\|link=Selecció de futbol d'Espanya\|{{#if:\|]] | Fran Gámez       |
| 16 | DAV  | [[Fitxer:Flag of Spain.svg\|23x15px\|border \|alt=Espanya\|link=Selecció de futbol d'Espanya\|{{#if:\|]] | José Carlos Lazo |
| 17 | MIG  | [[Fitxer:Flag of Spain.svg\|23x15px\|border \|alt=Espanya\|link=Selecció de futbol d'Espanya\|{{#if:\|]] | Ale Meléndez     |
| 18 | MIG  | [[Fitxer:Flag of Spain.svg\|23x15px\|border \|alt=Espanya\|link=Selecció de futbol d'Espanya\|{{#if:\|]] | Javi Villar      |
| 19 | DAV  | [[Fitxer:Flag of Spain.svg\|23x15px\|border \|alt=Espanya\|link=Selecció de futbol d'Espanya\|{{#if:\|]] | Dani Escriche    |
| 22 | DAV  | [[Fitxer:Flag of Spain.svg\|23x15px\|border \|alt=Espanya\|link=Selecció de futbol d'Espanya\|{{#if:\|]] | Jon Morcillo     |
| 23 | DEF  | [[Fitxer:Flag of Spain.svg\|23x15px\|border \|alt=Espanya\|link=Selecció de futbol d'Espanya\|{{#if:\|]] | Pepe Sánchez     |
| 24 | DEF  | [[Fitxer:Flag of Spain.svg\|23x15px\|border \|alt=Espanya\|link=Selecció de futbol d'Espanya\|{{#if:\|]] | Jesús Vallejo    |

### Filial
| N. | Pos. | Nac. | Jugador       |
| -- | ---- | --- | ------------- |
| 26 | MIG  | [[Fitxer:Flag of Spain.svg\|23x15px\|border \|alt=Espanya\|link=Selecció de futbol d'Espanya\|{{#if:\|]] | Capi          |
| 27 | DEF  | [[Fitxer:Flag of Spain.svg\|23x15px\|border \|alt=Espanya\|link=Selecció de futbol d'Espanya\|{{#if:\|]] | Dani Bernabéu |
| 28 | DEF  | [[Fitxer:Flag of Spain.svg\|23x15px\|border \|alt=Espanya\|link=Selecció de futbol d'Espanya\|{{#if:\|]] | Toni Velilla  |
| 29 | DEF  | [[Fitxer:Flag of Spain.svg\|23x15px\|border \|alt=Espanya\|link=Selecció de futbol d'Espanya\|{{#if:\|]] | Jota Domingo  |

| N. | Pos. | Nac. | Jugador     |
| -- | ---- | --- | ----------- |
| 30 | POR  | [[Fitxer:Flag of Spain.svg\|23x15px\|border \|alt=Espanya\|link=Selecció de futbol d'Espanya\|{{#if:\|]] | Mario Ramos |
| 31 | DEF  | [[Fitxer:Flag of Spain.svg\|23x15px\|border \|alt=Espanya\|link=Selecció de futbol d'Espanya\|{{#if:\|]] | José Salas  |
| 32 | DAV  | [[Fitxer:Flag of Spain.svg\|23x15px\|border \|alt=Espanya\|link=Selecció de futbol d'Espanya\|{{#if:\|]] | Pablo Ares  |

### Cedits a altres equips
| N. | Pos. | Nac. | Jugador                                                       |
| -- | ---- | --- | ------------------------------------------------------------- |
| —  | MIG  | [[Fitxer:Flag of Spain.svg\|23x15px\|border \|alt=Espanya\|link=Selecció de futbol d'Espanya\|{{#if:\|]]          | Antonio David (al Reial Múrcia CF fins al 30 de juny de 2026) |
| —  | DAV  | [[Fitxer:Flag of Venezuela.svg\|23x15px\|border \|alt=Veneçuela\|link=Selecció de futbol de Veneçuela\|{{#if:\|]] | Jovanny Bolívar (al La Equidad fins al 30 de juny de 2026)    |

| N. | Pos. | Nac. | Jugador                                                |
| -- | ---- | --- | ------------------------------------------------------ |
| —  | DAV  | [[Fitxer:Flag of Spain.svg\|23x15px\|border \|alt=Espanya\|link=Selecció de futbol d'Espanya\|{{#if:\|]] | Marcos Moreno (al Talavera fins al 30 de juny de 2026) |

## Futbolistes històrics destacats
- Carlos Roa
- Daniel Aquino
- Gustavo Siviero
- Gabriel Amato
- Oscar Dertycia
- Ronny Gaspercic
- Marco Etcheverry
- Mark González
- Luis Gabelo Conejo
- Nenad Bjelica
- Ludovic Delporte
- Emmanuel Amuneke
- Abass Lawal
- Rommel Fernandez
- Cătălin Munteanu
- Fernando Morientes
- Delfí Geli
- Ismael Urzaiz
- Antoni Pinilla
- José Molina
- Josico
- Manuel Almunia
- Iván Helguera
- David Belenguer
- Nicolás Olivera
- Miguel Bossio
- José Zalazar

## Entrenadors destacats
- Benito Floro
- César Ferrando
- Víctor Espárrago
- Julián Rubio
- Mariano García Remón (1996-97)
- Iñaki Sáez
- David Vidal (2010-11)